# José Lavigne
José Lavigne (Rio de Janeiro, 15 de agosto de 1957) é um diretor de televisão e cinema brasileiro.
Atuou em diversos projetos da Rede Globo de Televisão, especialmente na direção geral de todos os trabalhos do grupo humorístico Casseta & Planeta, o qual se manteve até 2007.

## Atuação

### Como diretor de televisão
- 1986/1987 - Armação Ilimitada
- 1986 - Teletema - episódio: Laércio É Nosso Rei
- 1988 a 1992 - TV Pirata
- 1990 - Teletema - episódio: Contatos Imediatos
- 1991 - Doris para Maiores
- 1992 - Casseta & Planeta, Urgente!
- 1993 - Casa do Terror
- 1993 - Os Trapalhões
- 1995 a 1997 - Plantão Casseta & Planeta no Fantástico
- 1999 - Você Decide - episódio: Assim É se lhe Parece
- 1999 - Você Decide - episódio: Meus Dois Fantasmas
- 2000 - Garotas do Programa
- 2001 - Sociedade Anonima
- 2007 - O Sistema
- 2007 - Dicas de um Sedutor

### Como roteirista e diretor
- 2004/2005  - Correndo Atrás (especial)
- 2005 - Levando a Vida (especial)
- 2006 - Lu (especial, com Luana Piovani)

## No teatro

### Como ator
- 1975 - O Dragão
- 1976 - Dependências de Empregada
- 1976 - O Patinho Feio
- 1977 - Pluft, o Fantasminha
- 1978 - O Rapto das Cebolinhas
- 1981 - Brincando com Fogo

### Como ator, roteirista e diretor de teatro
- 1980 - Diante do Infinito
- 1981 - Brincando com Fogo
- 1981 - Manhas e Manias
- 1982 - Show Manhas e Manias
- 1982 - Zíper Aberto
- 1982 - O Dragão
- 1982 - Festival Brasileiro de Arte Jovem
- 1983 - Teatro Enredo
- 1983 - Recordações do Futuro
- 1984 - Vida de Cachorro
- 1985 - Manhas e Manias e Poesias

## No cinema

### Como diretor
- 2002 - Suspiros Republicanos ao Crepúsculo de um Império Tropical
- 2006 - Casseta & Planeta: Seus Problemas Acabaram!